# Dükergraben (Oder-Spree-Kanal)
Der Dükergraben ist ein Meliorationsgraben und orographisch rechter Zufluss des Oder-Spree-Kanals auf der Gemarkung der Gemeinde Spreenhagen im Landkreis Oder-Spree in Brandenburg.
Der Graben beginnt auf einer landwirtschaftlich genutzten Fläche im Süden der Gemarkung und dort nördlich eines Waldgebietes. Er verläuft vorzugsweise in nördlicher Richtung z-förmig auf einer Länge von rund 1,5 km westlich am Spreenhagener Wohnplatz Winkel und südlich am Spreenhagener Wohnplatz Kerring vorbei. Anschließend fließt er im weiteren Verlauf vorzugsweise in nordwestlicher Richtung. Er nimmt dabei aus drei Gräben zusätzliches Wasser auf, das aus landwirtschaftlich genutzten Flächen des nördlich gelegenen Wohnplatzes Hirsegarten stammt. Anschließend unterquert er in Spreenhagen den Friedersdorfer Weg und die Hartmannsdorfer Straße und entwässert in einem Waldgebiet westlich der Wohnbebauung in den Oder-Spree-Kanal.